# Colegio de Santa Cruz de Tlatelolco
Il Real Colegio de Santa Cruz di Tlatelolco, in Messico, è stata la prima scuola europea di istruzione di alto livello delle Americhe. La scuola fu costruita dall'ordine francescano su iniziativa del viceré Antonio de Mendoza e del vescovo Juan de Zumárraga sul sito di una precedente scuola azteca, ed era dedicata ai ragazzi nobili (nahuatl: Calmecac).

## Descrizione
Fu inaugurata il 6 gennaio 1536, anche se era già in funzione dall'8 agosto 1533. Nel 1546 l'ordine francescano ne affidò l'amministrazione ai sacerdoti indigeni che vi erano stati educati, ma nel 1605 smise di avere il sostegno governativo e, a metà del XVII secolo, fu abbandonata ed andò in rovina. Nella moderna Città del Messico, la Piazza delle tre culture, vicino al luogo in cui sorgeva il Colegio, commemora questo particolare scorcio della storia culturale del Messico. 
L'obbiettivo originale del colegio era quello di educare un gruppo di sacerdoti locali, per cui furono scelti pupilli dalle prestigiose famiglie della classe regnante azteca. Gli insegnamenti avvenivano in lingua nahuatl, in spagnolo ed in latino, e vi si imparavano anche le basi di greco antico, illuminazione, legatoria ed arte europea. Tra gli insegnanti vi erano famosi studiosi e letterati quali Andrés de Olmos, Alonso de Molina e Bernardino de Sahagún, tutte persone che diedero importanti contributi tramite il loro studio della lingua nahuatl classica e dell'etnografia e dell'antropologia della Mesoamerica. Anche Juan de Torquemada fu insegnante ed amministratore del colegio. Quando raccolse informazioni storiche ed etnografiche per l'elaborazione del Codice fiorentino, Sahagún utilizzò questi studenti trilingue per ottenere informazioni dai vecchi Aztechi e trascriverle in spagnolo e nahuatl, e per illustrare il manoscritto. Anche il botanico nahua Martín de la Cruz, che scrisse il Libellus de Medicinalibus Indorum Herbis, frequentò il colegio.